# Procercoïde
Le procercoïde est une forme larvaire des vers pseudophyllidés (ordre des Pseudophyllidea).

## Évolution, description

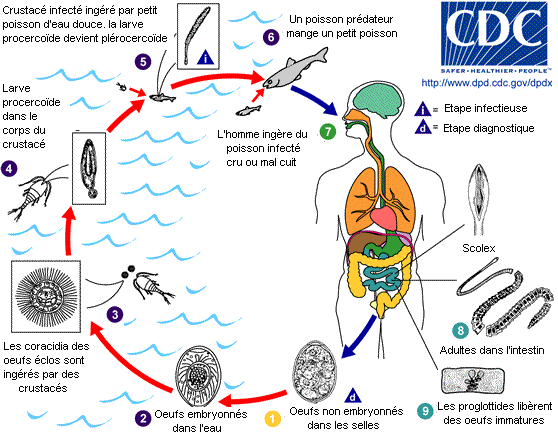
Cycle du bothriocéphale. La larve procercoïde est sur la gauche en face du chiffre 4.

Parmi les vers pats (embranchement des Plathelminthes), dans la classe des Cestodes, l'ordre des pseudophyllidés a un cycle évolutif spécifique dont le stade de procercoïde. Chez les pseudophyllidés, les œufs contiennent le premier stade larvaire, le coracidium. Les œufs pondus par le ver adulte quittent l'hôte définitif (un vertébré, parfois l'humain) avec les matières fécales et doivent trouver de l'eau. Une fois immergé, le coracidium va sortir de la coquille par l'opercule. La survie dépend alors de l'ingestion du coracidium par un arthropode aquatique qui est le premier des deux hôtes intermédiaires. Au sein de celui-ci, une seconde métamorphose produit le deuxième stade larvaire dit procercoïde.  Lorsque le premier hôte intermédiaire est ingéré par un deuxième hôte intermédiaire, généralement un poisson, le procercoïde migre vers l'une des nombreuses parties du corps, principalement la musculature, où il grandit et se développe en un plérocercoïde qui constitue le troisième stade larvaire,.
Le procercoïde est donc hébergé par un hôte intermédiaire invertébré, alors que le plérocercoïde est hébergé par un hôte intermédiaire vertébré comme l'hôte définitif.
Le procercoïde est de forme allongée et porte toujours les 6 crochets mais n'a plus les cils.

## Pathogénicité
L'humain n'est l'hôte définitif naturel que d'un seul pseudophyllidé : le botriocéphale (Dibothriocephalus latus). Mais son procercoïde n'étant présent que chez l'hôte intermédiaire, il n'est pas observé dans les selles d'un patient.
D'autres pseudophyllidés sont pathogènes pour les animaux et donc d'intérêt en médecine vétérinaire. Accidentellement les larves plérocercoïdes (ou sparganum) de Spirometra peuvent infester l'humain par voie orale ou oculaire provoquant une sparganose,. Leur cycle comporte deux hôtes intermédiaires, dont un cyclops hébergeant la forme procercoïde et un vertébré (batracien, reptile, rongeur) hébergeant la larve plérocercoïde ou sparganum.